# Adam Rippon
Adam Rippon (Pensilvânia, 11 de novembro de 1989) é um ex-patinador artístico norte-americano. Rippon venceu o Campeonato dos Quatro Continentes de Patinação Artística no Gelo de 2010 e o Campeonato dos Estados Unidos de Patinação Artística no Gelo de 2016. No início da carreira, ganhou o Campeonato Mundial Júnior de Patinação Artística no Gelo de 2008 e 2009, o Grand Prix Júnior de Patinação Artística no Gelo de 2007–08 e o título nacional júnior de 2008. Em 2018, apareceu na lista de 100 pessoas mais influentes do ano pela Time.